# Crêt de Beauregard
Le crêt de Beauregard est un sommet du massif du Jura situé dans le Bugey, à l'extrémité septentrionale du plateau de Retord. Il  culmine à une altitude de 1 249 m.